# Weldon Santos de Andrade
Weldon Santos de Andrade (Santo André, 6 agosto 1980) è un ex calciatore brasiliano, di ruolo attaccante.

## Carriera

### Club
Durante la sua carriera ha giocato con numerose squadre di club brasiliane, arabe, francesi e portoghesi. Il 21 luglio 2009 si trasferisce al Benfica.

## Palmarès

### Club

#### Competizioni statali
- Campionato Pernambucano: 2

Sport Recife: 2003, 2007

#### Competizioni nazionali
- Coppa di Lega portoghese: 1

Benfica: 2009-2010
- Campionato portoghese: 1

Benfica: 2009-2010